# Naturschutzgebiet Pagenholz

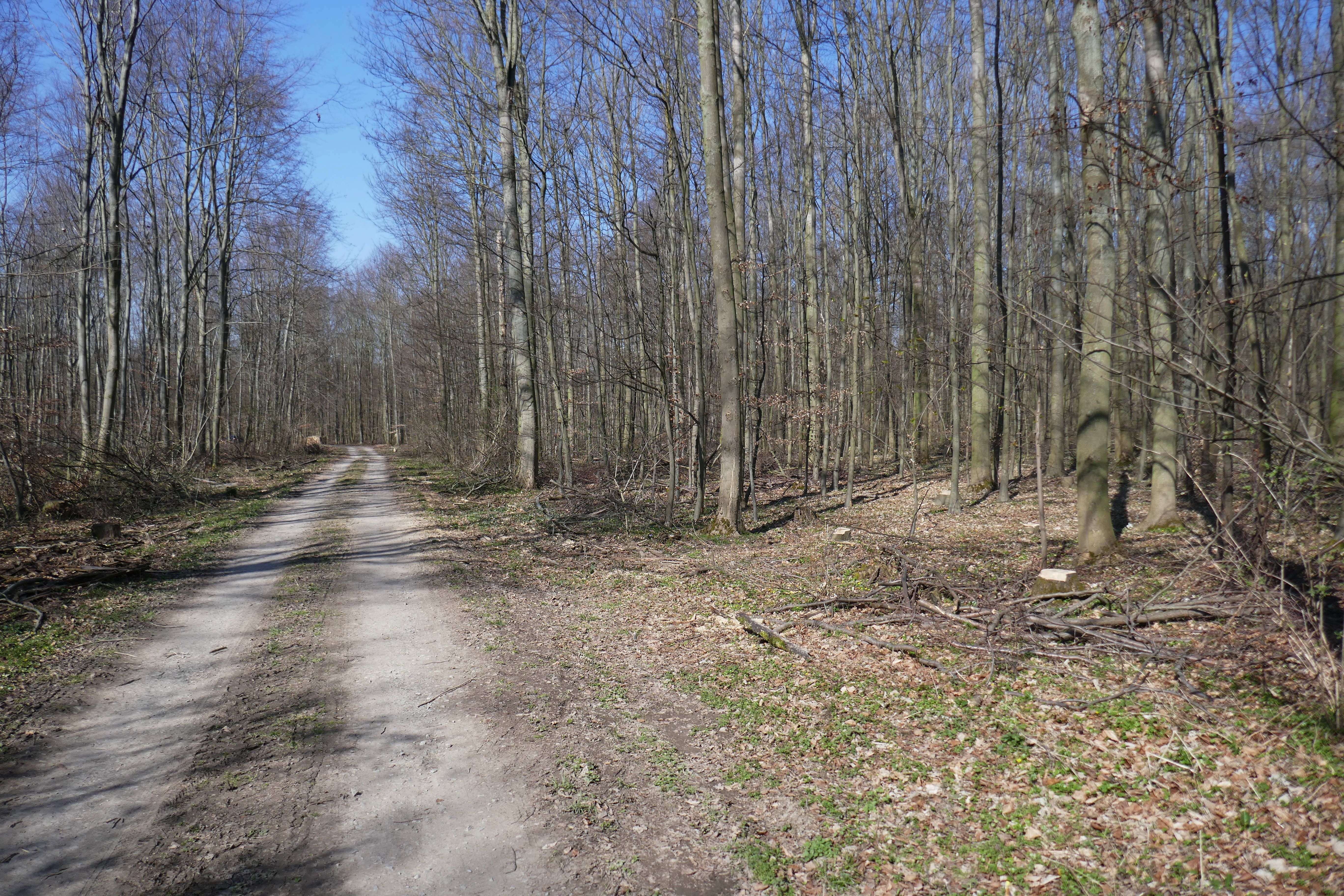
Naturschutzgebiet Pagenholz

Das Naturschutzgebiet Pagenholz mit 41,49 ha Flächengröße liegt im Stadtgebiet von Büren im Kreis Paderborn. Das Naturschutzgebiet (NSG) wurde 2007 vom Kreistag mit dem Landschaftsplan Bürener Almetal ausgewiesen.

## Beschreibung
Das NSG liegt südwestlich von Steinhausen und liegt direkt an der Stadt- und Kreisgrenze. Im Kreis Soest grenzt direkt das Naturschutzgebiet Eringerfelder Wald-Süd an. Das Gebiet gehört seit 2004 zum 396 ha großen FFH-Gebiet Eringerfelder Wald und Prövenholz (Nr. DE-4416-302).
Das NSG umfasst Waldmeister-Buchenwald auf einer schwach nord- bzw. nordwestexponierter Fläche mit naturnahe temporär durchflossene Bachoberläufe und Kerbtälchen des Ruthenbachsystems, die sich durch eine außergewöhnliche Strukturvielfalt auszeichnen. Im Buchenwald gibt es eine Beinmischung von Esche, Bergahorn, Eiche und Pappeln. Vereinzelt findet sich stehendes und liegendes Totholz mit großen Baumpilzen. Die Bäume hatten bei NSG-Ausweisung nur ein geringes bis mittleres Baumholz mit viel Naturverjüngung aus Eschen. Auf dem Boden eine Krautschicht mit Störanzeigern, insbesondere viel Brennnesseln und Springkraut. Die artenarme Krautschicht ist stellenweise durch Holzablagerungen und Gartenabfälle beeinträchtigt.